# Índice de compacidade de Gravelius
O índice de compacidade de Gravelius é um método que serve para caracterizar a forma de bacias hidrográficas. O método consiste em extrair a forma geral duma bacia hidrográfica a partir dum índice, obtido a partir da relação entre o perímetro adoçado da bacia e o perímetro de uma bacia com a mesma área mas de forma circular. Mais precisamente:
{\displaystyle K_{C}={\frac {P}{2{\sqrt {\pi A}}}}=0.282{\frac {P}{\sqrt {A}}}}